# Prix des cinq continents de la francophonie
Der Prix des cinq continents de la francophonie ist ein Literaturpreis, der 2001 von der Organisation internationale de la francophonie (Internationalen Organisation der Frankophonie) ins Leben gerufen wurde. Er zeichnet einen Roman eines Schriftstellers oder einer Schriftstellerin aus, der von einer besonderen kulturellen Erfahrung zeugt, die die französische Sprache bereichert. Er ist mit 10 000 Euro dotiert.

## Die Preisträger
| Jahr |  | Autor                   | Werk                                    | Verlag                              | Sonderpreis                                                             |
| ---- |  | ----------------------- | --------------------------------------- | ----------------------------------- | ----------------------------------------------------------------------- |
| 2001 |  | Yasmine Khlat           | Le désespoir est un péché               | Éditions du Seuil                   | Ahmed Abdodemane für La ceinture, Éditions Gallimard                    |
| 2002 |  |                         |                                         |                                     |                                                                         |
| 2003 |  | Marc Durin-Valois       | Chamelle                                | Éditions Jean-Claude Lattès         | Fawzia Zouari für La Retournée, éd. Ramsay                              |
| 2004 |  | Mathias Énard           | La Perfection du tir                    | Éditions Actes Sud                  | Seyhmus Dagtekin für À la source, la nuit, Éditions Robert Laffont      |
| 2005 |  | Alain Mabanckou         | Verre Cassé                             | Éditions du Seuil                   |                                                                         |
| 2006 |  | Ananda Devi             | Eve de ses décombres Éditions Gallimard |                                     | Pierre Yergeau für La Cité des vents, Éditions 400 coups                |
| 2007 |  | Wilfried N’Sondé        | Le Cœur des enfants léopards            | Éditions Actes Sud                  |                                                                         |
| 2008 |  | Hubert Haddad           | Palestine                               | Éditions Zulma                      |                                                                         |
| 2009 |  | Kossi Efoui             | Solo d'un revenant                      | Éditions du Seuil                   |                                                                         |
| 2010 |  | Liliana Lazar           | Terre des affranchis                    | Gaïa Éditions                       |                                                                         |
| 2011 |  | Jocelyne Saucier        | Il pleuvait des oiseaux                 | Éditions XYZ                        | Patrice Nganang für Mont Plaisant, Éditions Philippe Rey                |
| 2012 |  | Geneviève Damas         | Si tu passes la rivière                 | Éditions Luce Wilquin               | Naomi Fontaine für Kuessipan, Éditions Mémoire d'encrier                |
| 2013 |  | Amal Sewtohul           | Made in Mauritius                       | Éditions Gallimard                  | Claude Pujade-Renaud für Dans l'ombre de la lumière, Éditions Actes Sud |
| 2014 |  | Kamel Daoud             | Meursault, contre-enquête               | Éditions Barzakh / Actes Sud        |                                                                         |
| 2015 |  | In Koli Jean Bofane     | Congo Inc. le testament de Bismarck     | Éditions Actes Sud                  | Miguel Bonnefoy für Le voyage d'Octavio, Éditions Rivages               |
| 2016 |  | Fawzia Zouari           | Le Corps de ma mère                     | Les Éditions Joëlle Losfeld/Demeter |                                                                         |
| 2017 |  | Yamen Manaï             | L'Amas ardent                           | éditions Elyzad                     |                                                                         |
| 2018 |  | Jean Marc Turine        | La Théo des fleuves                     | Éditions Esperluète                 | Stéfanie Clermont für Le jeu de la musique, Le Quartanier               |
| 2019 |  | Gilles Jobidon          | Le Tranquille affligé                   | Éditions Leméac                     | Alexandre Feraga für Après la mer, Flammarion                           |
| 2020 |  | Beata Umubyeyi Mairesse | Tous tes enfants dispersés              | Autrement                           | Paul Kawczak für Ténèbre, Éditions La Peuplade                          |
| 2021 |  | Karim Kattan            | Le Palais des deux collines             | Éditions Elyzad                     | Miguel Bonnefoy für Héritage, Éditions Rivages                          |
| 2022 |  | Monique Proulx          | Enlève la nuit                          | Éditions du Boréal                  | Yahia Belaskri für Le silence des dieux, Éditions Zulma                 |